# Улица Жана Сибелијуса (Београд)
| · Улица · ЖАНА СИБЕЛИЈУСА        | · Улица · ЖАНА СИБЕЛИЈУСА |
| -------------------------------- | ------------------------- |
|                                  |                           |
| Општина                          | Чукарица                  |
| Почетак                          | Благоја Паровића          |
| Крај                             | Изворска                  |
| Дужина                           | 180 m                     |
| Ширина                           | око 12 m                  |
| Створена                         | друга половина 20. века   |
|                                  |                           |
|                                  |                           |
| Поглед из улице Благоја Паровића |                           |

Улица Жана Сибелијуса је улица која повезује улицу Благоја Паровића са Изворском улицом пролазећи кроз Голф насеље.

## Име улице
Улица се првобитно звала Трешњевка, а промена имена улице догодила се у марту 2019. године на иницијативу Амбасаде Финске у Београду. Улица је добила име по финском композитору Јану Сибелијусу (1865-1957) који је допринео међународном угледу финске националне музике. Иако је исправан изговор његовог имена Јан, он је током својих студентских дана користио француски облик свог имена Жан тако да је ова београдска улица добила назив улица Жана Сибелијуса.

## Историја
Улица је настала у другој половини 20. века у периоду када се Чукарица нагло преобразила из скромног радничког насеља са понеком кућом на спрат у модерно градско насеље. Нова стамбена изградња спојила је сеоска насеља с градом, а на некадашњим пашњацима појавиле су се нове градске четврти.

## Улицом Жана Сибелијуса
Улица је типична за Баново брдо, брдовита са измешаном стамбеном и породичном градњом. На самом почетку улице са леве стране на споју са улицом Благоја Паровића налази се биста посвећена револуционару и учеснику Шпанског грађанског рата Благоју Паровићу (1903-1937).
Улица се наставља узбрдо до Изворске улице пресецајући улицу Краљице Катарине. С леве, непарне, стране улице налазе се стамбене зграде, док су на десној страни углавном породичне куће. На раскрсници са улицом Краљице Катарине налази се зграда у којој је живео познати југословенски и српски певач народне музике Тома Здравковић. 

## Суседне улице
1. Благоја Паровића
2. Краљице Катарине
3. Изворска

## Галерија
- Биста Благоја Паровића
- Спомен плоча Томи Здравковићу
- Новија породично-стамбена градња
- Поглед из Изворске улице